# シングル
シングル（英: single）は、音楽、とくに大衆音楽における楽曲の販売単位で、楽曲を1 - 4曲程度収録した媒体やメディアを指す。収録した楽曲のうち、メインとなる楽曲のヒットを主目的として販売される。シングルは、多数もしくは演奏時間の長い楽曲を収めた「アルバム」の対比的な用語である。
時代や目的に応じ様々な手法で販売されたが、代表的なものはシングル・レコードやCDシングルで、これらは「シングル盤」と称された。シングル盤に収録の楽曲、または収録曲のうちメインとなる楽曲は、「シングル曲」と称される。2000年代後半からインターネットで配信されるダウンロード・シングルも急増している。
シングルは「1つの、単独の」を意味する英語 "single"の仮名書きで、元来は「1曲」を表した。

## シングルの媒体

### シングル・レコード

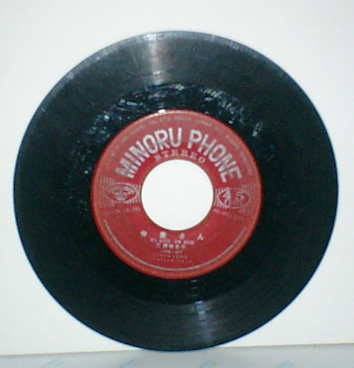
シングルレコード盤（ドーナツ盤ともいわれる）

シングル・レコードはアナログの録音盤（アナログ盤）で、直径7インチ （17センチメートル<cm>）で45r.p.m.（回転）で聴取するレコードを指すことが多いが、1970年頃までは直径10インチ（25cm）で78回転で聴取するSP盤レコードも存在した。
シングルに対し、SP盤の内容を複数まとめて収録したものを「レコード・アルバム」と称し、のちのLPレコードに引き継がれた。
1980年代から、LPレコードサイズの直径12インチ（30cm）で45回転として、1曲の長さや収録曲数の多さを特徴とする「12インチシングル」が販売される。
CDが主流になると、アナログ盤シングルはCDシングルへ代替が進捗した。

#### SP盤
78回転のSP盤は、その性能から片面に3分30秒しか録音が出来なかった。

#### シングル盤
直径30cmの盤に片面に約30分の楽曲が録音可能なLP盤が登場し、1958年にステレオ録音のレコードが登場すると、SP盤は急速に衰退し、シングルは直径17cmで45回転のシングル盤が多くなる。
シングル盤はジュークボックスで再生されることを想定し、回転用の中心の穴を大きく開けたものが主流で、ドーナツ形の外見から「ドーナツ盤」とも称された。ドーナツ盤を通常のレコードプレーヤーで再生する場合はアダプターを用い、盤面孔とプレーヤースピンドルの径を合わせる。
表裏に1曲ずつ収録して「A面」「B面」とし、主にA面曲のヒットを想定するが、「両A面」としてダブルヒットを想定するものもある。

#### EP盤
盤形はシングルと同じ17cmで回転数も45回転だが、盤面中心の孔はLPと同じ小径である。シングルと同形ながら収録時間が延びたことからextended playと称されてEPと略称される。
日本では、シングル盤とEP盤の錯誤を防ぐために「4曲入りEP」とも称されてEP複数枚の内容をアルバムとして収録したものも多く出回り、CD以降は「ミニ・アルバム」として扱われる。回転数が33回転のものは、小型LPの意味から「コンパクト盤」とも称される。

### CDシングル
CDシングルは、8cm盤の「CD SINGLE規格」と、マキシシングルと称される12cm盤の「CD Audio Maxi-single規格」の2種類がある。「シングル・レコード」の後継に当たる。短冊のような見た目から「短冊CD」とも呼ばれる。CD再生機器では殆どの場合、トレイに8cmCD用の溝が設けられているが、トレイに溝がないCD再生機器では8cmCD用の「CDシングルアダプター」の装着が必要になる場合がある。
CDは「B面」に代わり「カップリング・ウィズ」(Coupling with) や「カップルド・ウィズ」(Coupled with) と称して"C/W"と表記するが、後述の「両A面」と同じく「B-Side」や「B面」など旧来の呼称も用いられる。
「両A面シングル」は両面をA面扱いとするシングル盤だが、CDは片面記録であることから「ダブルフェイスシングル」とも称される。
多くのシングルはA面の曲名をタイトルとするが、多くのクアトロA面シングルなど、シングル自体に独自のタイトルを付したものもある。

### シングル・カセット
コンパクトカセット（カセットテープ）のシングルは、多くがB面にオリジナル・カラオケを収載して人気を博した。J-POPではCDの普及と共にシングル・カセットは衰退したが、近年くるりが『だいじなこと/忘れないように』をシングル・カセットのみで発表するなど、限定発売する例もみられる。
演歌や歌謡曲においては、マキシシングルと併売する形でシングル・カセットの販売が継続されている。

### VHSシングル
VHSシングルは、VHSをメディアに用いたパッケージである。マドンナ『ジャスティファイ・マイ・ラヴ』（1990年）の世界的ヒットで広く着目された。
日本のオリコンチャートは、VHSシングルをシングルではなく音楽ビデオ (VHS) として扱ったが、GLAY『サバイバル』は音楽ビデオ (VHS) とシングルでチャートランクインされた。

### DVDシングル
DVDを媒体として使用したシングルも存在する。

#### DVDビデオシングル
DVDビデオを媒体に用いたメディアで、ミュージック・ビデオを内容とするVHSシングルの後継である。

#### DVDオーディオシングル
高音質・マルチチャンネル・映像表示対応のDVDオーディオを媒体に用いたメディアである。現在はほぼ扱われない。

### ダウンロード・シングル
近年は、iTunes Store、Amazon.com (Amazon MP3) 、着うたフルなど、音楽配信サービスがシングルの音楽ファイルをダウンロード販売し、単曲を「デジタルシングル」「配信シングル」「配信限定シングル」として販売する。

## シングル収録曲
シングルにもオリジナル曲とは別に、バージョンの異なる楽曲（シングル・バージョン）が収録されることがある。

### リミックス収録
既存のオリジナル曲をリミックスした楽曲を収録した作品で 、リミックス曲と称する。近年はアルバムだけでなく、様々なシングルに取り入れられている。

### ライブ音源収録
シングルは基本的に録音スタジオで収録された音源を使用するが、スタジオ・ライブで演奏された楽曲の音源をそのまま収録した場合はライブ音源となり、こちらも近年ではリミックス収録と同様に、アルバムだけでなく、様々なシングルに取り入れられている。

### スプリット盤
2組以上のアーティストによる楽曲の音源を一つに収録した作品のことを指す。これは単にスプリット・シングルと呼ばれる。また、音源の名称に特に決まりはない。

## シングル販売日
2015年7月10日から、各国でバラバラだったアルバムとシングルの発売日が金曜日に世界統一されたが、日本国内では現在もアルバムとシングル共に水曜日に発売しているミュージシャンが多い。
背景としてオリコンのシングル・アルバムチャートの売上計測が月曜日から日曜日の7日間と決まっているが、月曜日発売だと金曜日に発送、土曜日にCDショップやレコード店へ商品到着となり、前週に売上が計上されてしまい、初登場で上位を取ることが出来ないためである。そのため、月曜日に発送、火曜日に商品到着、水曜日に発売という段取りが取られている。但し、商品到着時点で発売が可能になるため、月曜日発売では土曜日に、水曜日発売では火曜日に購入が可能になる。

## 欧米におけるシングル
欧米の音楽業界では、アルバム発売後に未発表曲や別バージョン曲を付加価値としてシングルカットを行うことが多い。

### アメリカ合衆国
1950年代から1960年代の米国のポピュラー音楽ではシングルの売上が重視されており、アーティストがシングルを発売するたびにスタジオでの録音を行い、何曲かヒット曲が生まれた時点で過去に発売されたシングル曲（B面曲を含む）と未発表曲を集めて1枚のアルバムを発売するという形式が主流であった。1960年代後半にビートルズやボブ・ディランなど大物アーティストらが従前の常識を覆した。
1990年代後半から2000年代現在は、アルバムに先駆けて発売する先行シングルは1・2枚程度で、アルバムの直前に発売する場合が多い。その後数か月おきにアルバムの中の楽曲にリミックスなどを加え、あるいは表題曲そのものにシングル用のアレンジを加えて、シングルカットする。おもにアルバムを長期間プロモーションすることが目的で、シングルの売上は重視しない。米国はシングルが安価でレコード会社の収益に貢献しない。大ヒットしたアルバムは、収録曲の3 - 4曲程度がシングルカットされてさらに売上を伸ばす場合がある。アルバムが販売不振の場合はテコ入れとしてシングルカットすることもあるが、売り上げが見込めない場合にシングルカットを放棄することも多く、“いかに多くの曲がカットされてヒットしたか”は、アルバムのヒット規模も示す。
1997年頃からシングルCDの売上は減少を続け、2001年以降の米国においてはCD売上全体の数パーセントに過ぎず、かつてのシングルCDに代わり音楽配信が楽曲単位での購入のメインとなっている。一般発売せずラジオ局などに向けたプロモ・シングルの形をとることも多い。
ビルボードでは長らく、フィジカルシングル（物理媒体のシングル、CDだけでなくアナログシングルも含む）として発売されていない楽曲はHot 100（一般的にメインのシングルチャートとみなされている）にチャートインさせないルールを貫いた。大ヒットしてラジオで非常に多く演奏される楽曲がHot 100に入らないことが増えた。1998年12月にHot 100のルール改正が行われ、シングルカットのない楽曲でもHot 100にチャートインできることになった。このような、形としてのシングル盤が存在しないままHot 100に入る曲は当初“アルバムカット”と呼ばれていたが、現在のアメリカにおいてシングル曲をCDとしてリリースするケースは非常に少なく、多くの曲が“アルバムカットとしてチャートインしてくる”ようになったため敢えてこの呼称を使うケースは少ない。また2005年にダウンロードによるセールスを加算するようになった際、当初は“DIGITAL PAID DOWNLOAD”の表記がチャート上で見られたがこれもほどなくして廃止された（アルバムカットと同様の理由）。

### 英国
英国においても米国を始めとした世界同様シングルカットの手法が主に取られ、その売り上げから来る利益が重視されていないのも米国と同様であるが、現在でも形としてのシングルCDがリリースされ続けている。ミュージック・ビデオが"CD-EXTRA"（Enhanced CD）として収録されていることも多い。しかしB面曲やリミックスの内容が違う複数種の販売は常套化しており、多くの場合CD-1がトラック数の少ない廉価版になっている。また全く別の形態としてUSBメモリースティックに音源データを収録したUSBシングル（USBアルバムも存在する）や、表面がCDで裏面がアナログレコードという特殊なシングルも発売されるようになってきている。
ダウンロード販売の普及に伴って英国のシングルチャートでもダウンロード販売によるセールス数が段階的に算入され始め、現在ではCDとしてのシングル盤がリリースされなくてもダウンロードセールスのみでのチャートインも可能になっている。米国と違いダウンロードのみのシングルというのは一般的ではないが、シングル曲のリミックスがダウンロードでのみ販売されそのCDシングル盤には未収録というケースは非常に多い（その逆、シングル盤収録のトラックがダウンロードでは買えないというケースももちろんある）。このような場合、その未CD化リミックスは12インチなどのアナログシングルに収録されているケースがよくある。

## 日本におけるシングル

### シングルの位置付け
日本においてはシングルの価格が高いこともあり、伝統的にシングル販売からの収益が重視されてきた。また、業界にとって重要な収益源であるベスト・アルバムを販売していく上でも、「シングルが何曲入っているか」がその販売訴求力を大きく左右する要素であるため、間接的にもシングル発売の果たす役割は大きいといえる。
日本の音楽業界ではシングルの発売が先行するケースが多く欧米と異なる。アルバム発売後にシングルカットされるケースは少なく、アルバム発売前に1年ほどの期間をかけ先行シングルを数曲発売、アルバムへの期待感を盛り上げる場合が多い。極端な場合は、非ベストのアルバムであっても、発売済のシングル曲が大半を占め、新曲が少なくベスト・アルバムのような内容になることもある。
音楽配信（着うたフル・スマホ・PC配信での単曲販売市場）と、シングルCDとはチャート上は全く別々の扱いとなっており、両者を合算した英米のようなチャートは長らく存在しなかった。音楽配信シングルトラックの売上結果は日本レコード協会が認定しているが、10万・25万（プラチナ）・50万・75万・100万（ミリオン）、200万…という大くくりの認定が発表されるだけで、万の単位以下は公表されない。
2010年代後半になると日本でもビルボードジャパン、オリコンがダウンロードシングルを合算したチャートを発表するようになった。2010年代後半から2020年代にかけてストリーミング音楽配信の普及とともに、配信限定シングルが主流となりつつある。
日本ではシングル曲（メインとなる表題曲）をアルバムに収録する場合、シングルの価値を低下させないためなどからアルバムにはバージョンを変えた（リミックスおよびイントロ（最初）・アウトロ（最後）を変える等）「アルバム・バージョン」を収録することが多く見受けられる。また、シングルの発売後にアーティスト等の意向によりミキシング等の変更が行われることで「シングル・バージョン」が複数存在することもある。

### 歴史

#### シングル・レコード
日本で本格的に蓄音機やレコードが生産されたのは、1920年代からである。33r.p.m.のLP盤が発売されたのは、1951年からではあるが、流行歌や和製ポップスのレコードは、1960年代の初期までSP盤で発売されていた。7インチ45r.p.m.のEP盤も1950年代の終盤頃から普及が始まり、概ね1980年代の最末期における8センチCD盤の普及が進んだ頃まで発売されていた。バーコードも1985年秋以降の発売分から入るようになった。

#### CDシングル

##### 初期のCDシングル
1982年にCDが登場した1980年代半ば頃から、シングル・レコードと並行して12cm盤のCDシングルがごく一部で発売されていたが、
- 最高74分（後に80分）収録できる12cm盤への2〜3曲程度の収録はディスクの未使用部分（無駄）が多い
- 当時は「シングル=レコード」「アルバム=CD」の認識が根強かった
- 価格面でレコードと比すると製造コストがかかるなどの問題から1,500円程度と割高だった

といった点が不利となり、ほとんど普及しなかった。

##### 8cmCDシングルの発売

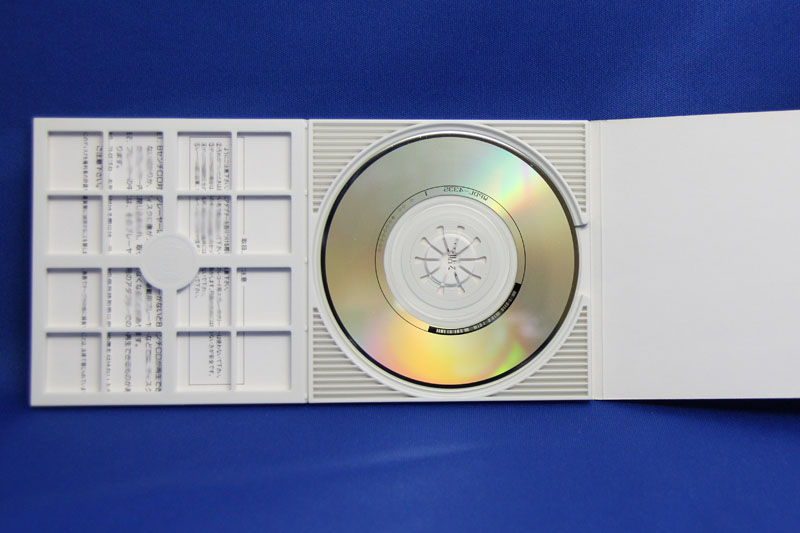
日本の8cmCDシングルのジャケット（開いた状態）

この結果、シングルとして適当なサイズのCDが希求され、1988年2月21日に収録時間が20分程度と手頃な8cmサイズのCDシングルが初めて発売され、その年の6月には早くもCDシングルがアナログ・シングルの販売を上回り、1990年代の最初期にはCDシングルだけでの発売となる程急速に普及された。
CDシングルへの完全移行直前になると、アナログ・シングルがプロモーション用の非売品しか制作されなかった例もあった。
8cmというサイズは、CDV規格で音楽トラックを収録する部分の直径を踏襲している。8cmのCDシングルのジャケットが縦長になっているのは、レコードのシングル盤の直径は17cmで、レコード店のシングル盤陳列棚に2列ずつ配することができて、手に取り易い大きさにするためであった。個人経営のレコード店は商品管理タグなどを用いないところもあり、正方形サイズは小さくて万引きが容易となる懸念があった。
この縦長のシングルジャケットは日本独特のものである。基本的にはデジパックの様に紙ジャケットにプラスチック製のトレイを貼り付ける構造だった。登場初期には「さらにコンパクトに」と題して、持ち運びに便利なように、また、半分に折り畳んで収納しやすいよう、折り目がジャケットの真ん中に入れられていた。レコード会社によっては切り取りやすいようにミシン線入りのジャケットもあった。
1991年頃から表裏ともジャケット、中面に歌詞が記載されるようになった。演歌ではシングル・カセットと共通の楽譜付き歌詞カードが封入されることも多かった。その他にも、キューン・ソニーの1990年代前半に発売された一部のシングルCDには8cmCDを2枚収納できるトレイが採用されたものもあり、もう1枚のスペースには「Ki/oon SONY MUSIC CATALOG」と称した8cmCDが同梱されていた。
「8cmのCDシングルは日本にしかない」と言われることがあるが、世界初の8cmCDシングルはフランク・ザッパの「Peaches en Regalia」のアメリカ盤とされており、少なくとも1989年頃には、アメリカでも8cmのCDシングルが一般に売られていた。また、ビートルズのシングルも最初のCD化は8cmサイズだった。ただ、欧米では日本ほど8cmのCDシングルが普及しなかったのは事実であり、1990年代以降はほとんどのシングルが12cmとなった。
シングル・レコードでいうA面/B面だけの収録ではまだ余裕があるため、カラオケブームを反映、1991年頃からボーカル（声）なしのオリジナル・カラオケも収録されることが多くなった。
1980年代後半においては、過去のシングル・レコードを8cmCDシングルとしたものをまとめて同時に再発売することがみられた。
- 1988年 - サザンオールスターズ、中島みゆき
- 1989年 - 浜田省吾、松任谷由実、南野陽子、竹内まりや、TM NETWORK

##### 12cmCDシングル（マキシ・シングル）への移行
その後、音楽ソフトの主流がレコードからCDへと移ったが、8cmCDシングルはCDプレーヤーの性能および適応性から来る取扱の難しさも抱えていた。1990年代後半以後、増加傾向にある外資系CDショップでは8cmCDシングル用のスペースが少ないことが多い。そのため日本においては1990年代後半以降、8cmCDシングルから12cmCDシングルへの移行が進んだ。
マキシ・シングルの中には、CD自体は12cmだがアルミ部分が8cmの「ニュー・マキシ」というディスクも存在する。これはCD-DAの追加仕様に基づくものであるため、一部のCDプレーヤーでは再生できないことがある。
1990年代後半から2001年頃には、12cmCDシングル用の薄型ケースとジャケットに8cmCDを入れる形で発売された例もある。
8cmCDシングルでリリースされるタイトルの激減とともに、8cmCDシングルは消滅するかのように思われたが、食玩業界からお菓子のおまけ（食玩CD）としての需要が発生した（ブームは2003年から翌2004年までの短期間に留まった）。菓子メーカーからの発売が主であり8cmCDシングルの最大収録時間が約22分程度であること、12cmCDでは大きさやコストに問題があることから、曲を1曲だけ収録した8cmCDシングルを同梱したガムやチョコレートが発売されるようになった。ジャンルもアニメの主題歌（アニメソング）、1970〜80年代のポップスや演歌等、多岐にわたっている。
日本レコード協会の生産実績統計によると、2009年の8cmCDシングル生産枚数は15万5000枚、生産金額は5800万円であり、CD全体における構成比は1%未満である。
2010年代後半において、DEENの『ずっと伝えたかった I love you』、安斉かれんの『世界の全て敵に感じて孤独さえ愛していた』、サカナクションの『忘れられないの/モス』など、わずかながら8cmCD・縦長仕様ケースで発売する例もみられる。
2020年代に入りメジャーデビューを果たしたザ・リーサルウェポンズが、デビューシングル『半額タイムセール』をはじめとしたすべてのシングル作品に縦長仕様の8cmシングルを完全生産限定盤として発売、80～90年代をリスペクトする彼らにとって8cmシングルでの発売は結成当初からの悲願でもあった。
新譜の形式がマキシ・シングルにほぼ完全移行した2000年以降、過去の8cmCDシングルをマキシ・シングルとしたものをまとめて同時に再発売することがみられる。
- 2000年 - スピッツ
- 2001年 - 浜崎あゆみ
- 2003年 - B'z
- 2005年 - 浜田省吾、サザンオールスターズ
- 2006年 - L'Arc〜en〜Ciel[12]、TRF
- 2007年 - SIAM SHADE
- 2010年 - KinKi Kids
- 2020年 - ZARD[13]

##### CD売上の減少
日本でもシングルCDの売上は減少しており、CD不況の影響がアルバムよりも顕著に表れている。シングルの年間販売数（日本レコード協会集計対象シングル、8cm+12cm）は、1997年の1億6782万7000枚をピークに減少し、2005年には6468万8000枚、2009年には4489万7000枚、2013年は6060万枚となっている。

#### VHSシングル
日本でのVHSシングルは主にシングル曲と同一のミュージック・ビデオ (プロモーション・ビデオ=PV) を収録する形態であった。1980年代に存在してはいたが、一曲ではなく複数曲のPVを収録した「ビデオクリップ集」形態が主流であった。
しかし、1999年のGLAYの新曲「サバイバル」はCDではなくビデオシングルとして発売され約90.2万本を売上、ハロー!プロジェクト系アーティストが「シングルV」の名称でCDシングルと同時にシングルビデオを発売、売上に貢献する形態もあった。2001年に入るとメディア媒体がDVDへほぼ移行。「DVDシングル」、シングルCDにDVDを同梱する「CD+DVD」形態に代わった。

#### DVDビデオシングル
日本ではビデオシングルという正式な規格は存在せず便宜上の名称のみとなっている。オリコンチャートにおいては映像ソフトとしてカウントされる。最初期の作品としてスライ&ロビー「Superthruster」（1999年2月9日）が挙げられる。
単独で発売されるタイトルも存在するが、2003年以降はシングルCDにミュージック・ビデオを収録したDVDを同梱する「CD+DVD」形態がエイベックスをはじめとする日本国内のレコード会社で急速に普及した。この場合は音楽チャートの売上にカウントされる。

#### DVDオーディオシングル
日本では1999年に登場し、2000年代初頭に洋楽やクラシック音楽系統で発売された。DVDオーディオは強固なコピーガードが使えることに加え、複数メディアを同時並行して販売することにより、特にマニア層向けに売上の増加を見込んでいた。しかしDVDオーディオの普及率が向上しなかったことにより、2003年頃をピークにリリースが下火となり、過去作品も多くが廃盤になっている。

#### 音楽配信の普及
2007年2月23日に日本レコード協会が、2006年の日本国内の有料音楽配信の売上（パソコンと携帯電話の合計）が、シングルCDの合算（8cmと12cmの合計）を上回ったことを発表した。2009年の売上（日本レコード協会集計対象）は、8cmCDと12cmシングルCDは計4489万7000枚に対し、インターネットダウンロード・シングルトラックとモバイル・シングルトラックの合計は1億8540万7000本に及んでいる。

## 韓国におけるシングル
韓国においては、かつてはシングルCDは発売されていなかったが、音楽業界の低迷に伴い少しでもCDを売るための手段としてシングルCD（韓国では「シングルアルバム」と呼ぶ）が2001年頃から少しずつ発売されるようになった。
当初はセールス的に成功した例はなかったが、2004年にはK-POPバンドの東方神起がデビューアルバム発売前に発売した2枚のシングルCDが共に10万枚を超える売上を記録し、特に2枚目の『The Way U Are』は、同年の韓国レコード産業協会調べの韓国国内における年間販売量ランキング（アルバムを含む）で9位を獲得した。